# Ришки окръг
Ришки окръг (на полски: Powiat rycki) е окръг в Източна Полша, Люблинско войводство. Заема площ от 614,53 км2. Административен център е град Рики.

## География
Окръгът се намира в историческия регион Малополша. Разположен е в северозападната част на войводството.

## Население
Населението на окръга възлиза на 58 833 души (2012 г.). Гъстотата е 96 души/км2.

## Административно деление
Административно окръгът е разделен на 6 общини.
Градска община:
- Демблин

Градско-селска община:
- Община Рики

Селски общини:
- Община Клочев
- Община Новодвор
- Община Стенжица
- Община Уленж

## Фотогалерия
- Демблин
- Рики